# Nuôi chim săn

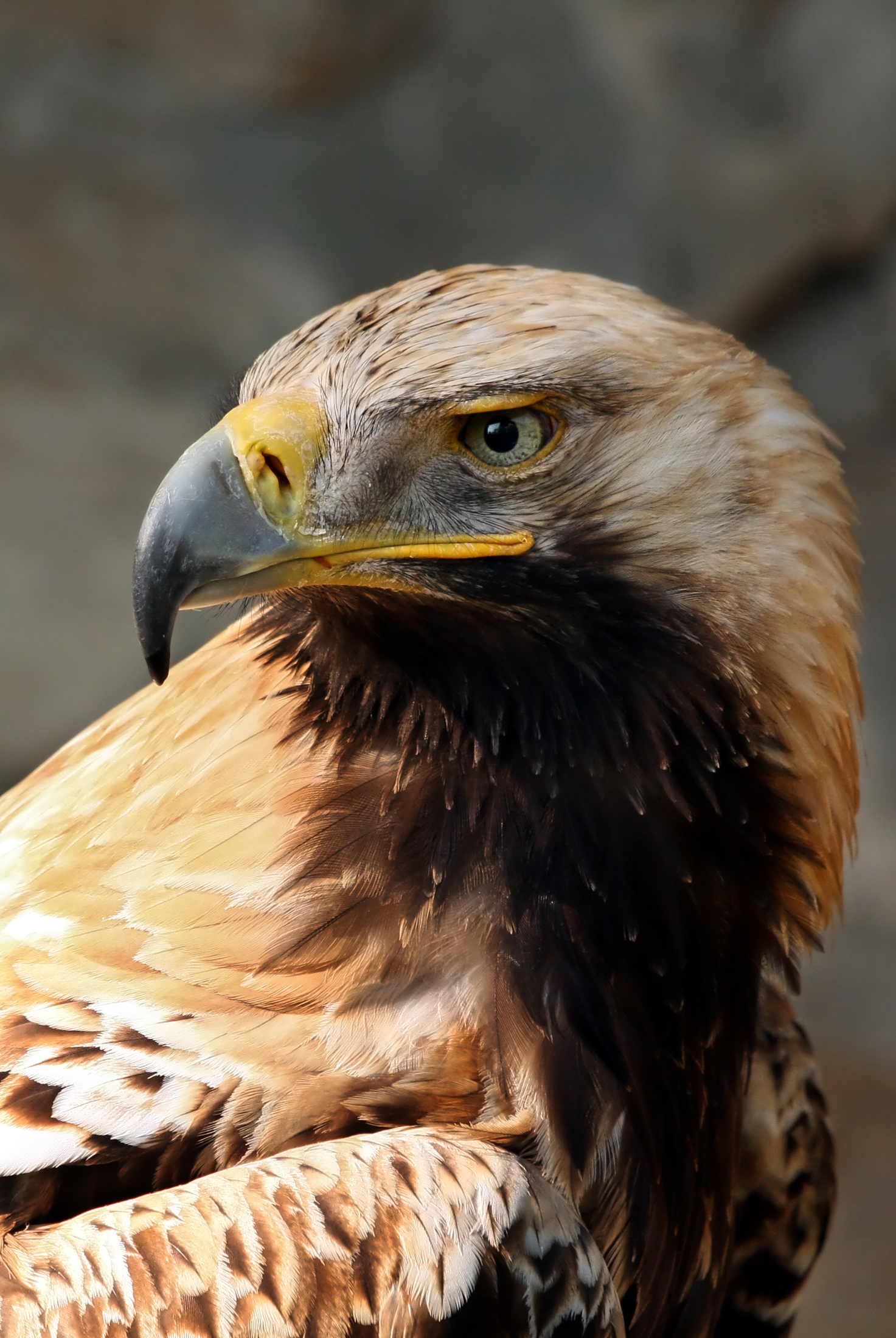
Đại bàng loài chim biểu tượng cho quyền lực và chúa tể bầu trời là đối tượng nuôi chim của nhiều người muốn thể hiện đẳng cấp

Nuôi chim săn hay thú chơi chim săn là việc săn bắt, nuôi, sưu tầm các loài chim săn mồi như đại bàng, chim ưng, chim cắt, chim ó, diều hâu hay cú mèo) về thuần phục và huấn luyện chúng đi săn trong môi trường tự nhiên, gọi là Falconry hay săn lùng, sưu tầm nuôi làm thú nuôi độc lạ thể hiện đẳng cấp của người chơi chim. Loài chim săn được nuôi phổ biến là đại bàng vàng (phân loài đại bàng vàng châu Á), người ta nuôi chúng để đi săn.

## Tổng quan

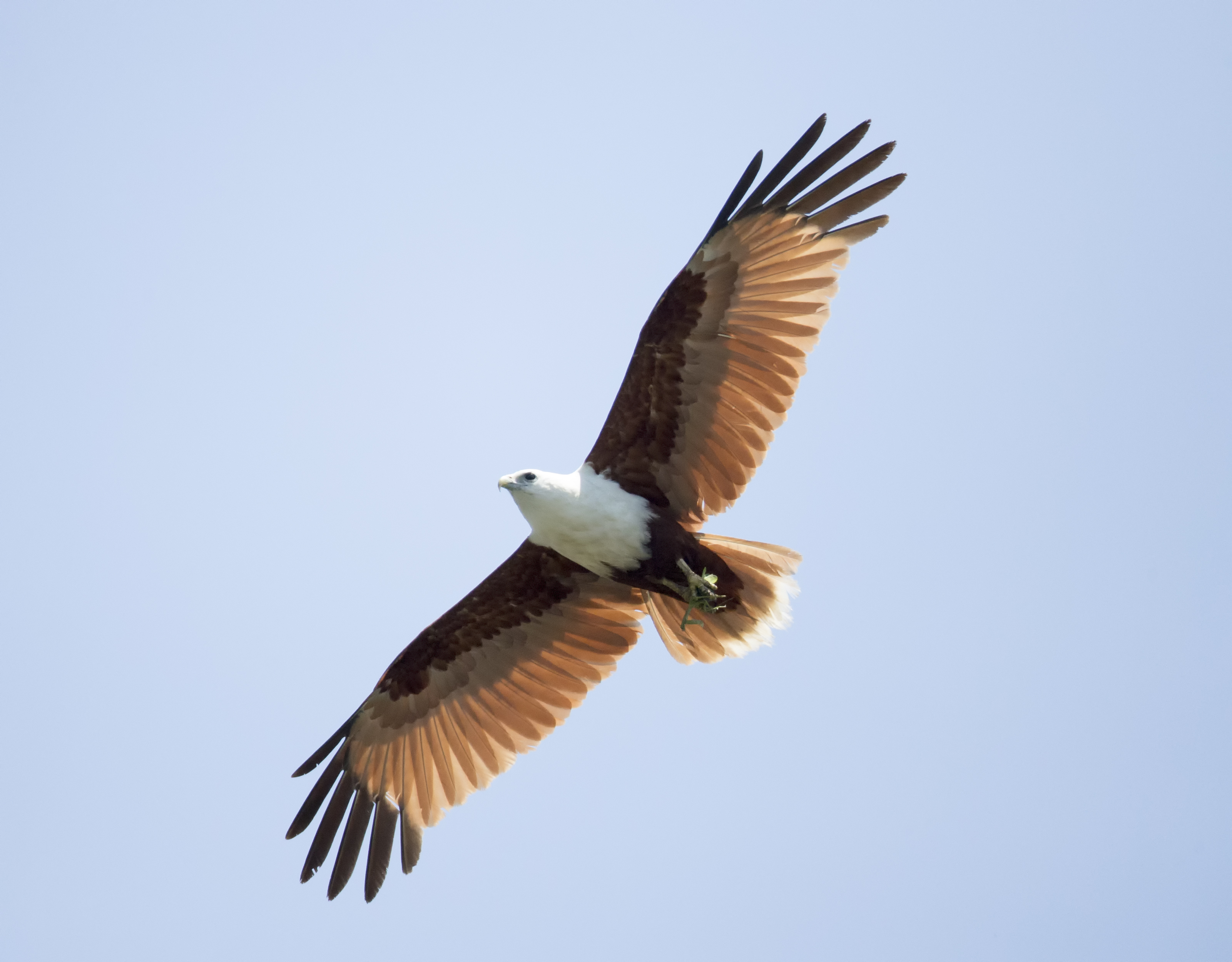
Một con đại bàng đang bay lượn trên bầu trời

Chim săn mồi, trong đó có đại bàng vốn được coi biểu tượng của quyền lực, chúng là chúa tể bầu trời và được gọi là được loài Chim vua. Sở hữu một con chim đại bàng hay chim ưng dũng mãnh là niềm mơ ước của nhiều người. Ở nhiều nước trên thế giới, việc nuôi và huấn luyện chim săn mồi không những được coi là thú chơi, sở thích. Thú chơi chim săn mồi đã xuất hiện trên thế giới khoảng 40 năm, Ở nước ngoài, diều núi đã trở thành vật nuôi làm cảnh nhiều năm nay và cũng nhiều nước trên thế giới, huấn luyện chim săn mồi được công nhận là một môn thể thao và được quản lý theo hình thức cấp phép.
Ở Việt Nam, thú săn lùng, nuôi và huấn luyện chim đại bàng hiện trở thành mốt thời thượng của nhiều dân chơi muốn thể hiện đẳng cấp. Những dân chơi tìm mua loài chim quý nuôi theo phong trào nhằm thể hiện sự sành điệu của mình. Đây là một thú vui chơi thuần túy, cũng tương tự như huấn luyện bồ câu đua hay chó giữ nhà Thực chất việc nuôi đại bàng như một thú vui xa xỉ để "lấy oai" với thiên hạ. Ở Việt Nam trước đó chưa ai từng chơi loại chim này, cũng không có loại tài liệu nào hướng dẫn về cách nuôi, dạy và chăm sóc chim săn.

## Kỹ thuật

### Thuần hóa
Ở vùng Trung Á, việc thuần hóa đại bàng là một quá trình mới có thể thành công. Ban đầu, đợi đại bàng mẹ đi săn mồi và đến tận tổ để bắt những đại bàng con, họ nhẹ nhàng và cẩn thận bắt những chú đại bàng con này về để nuôi và huấn luyện, thường là con mái, những con không ló đầu mà chỉ ẩn trong tổ thường được lựa chọn để bắt về bởi đây chính là những con thông minh, dũng mãnh và ngoan cường nhất. Người Kazakh thường chỉ bắt chim đại bàng mái còn nhỏ về để huấn luyện vì chúng mạnh mẽ, hiếu chiến và nhanh nhạy hơn chim trống. Công việc này đôi khi rất khó khăn bởi những đại bàng con khôn ngoan thì không bao giờ ló đầu ra khỏi tổ.

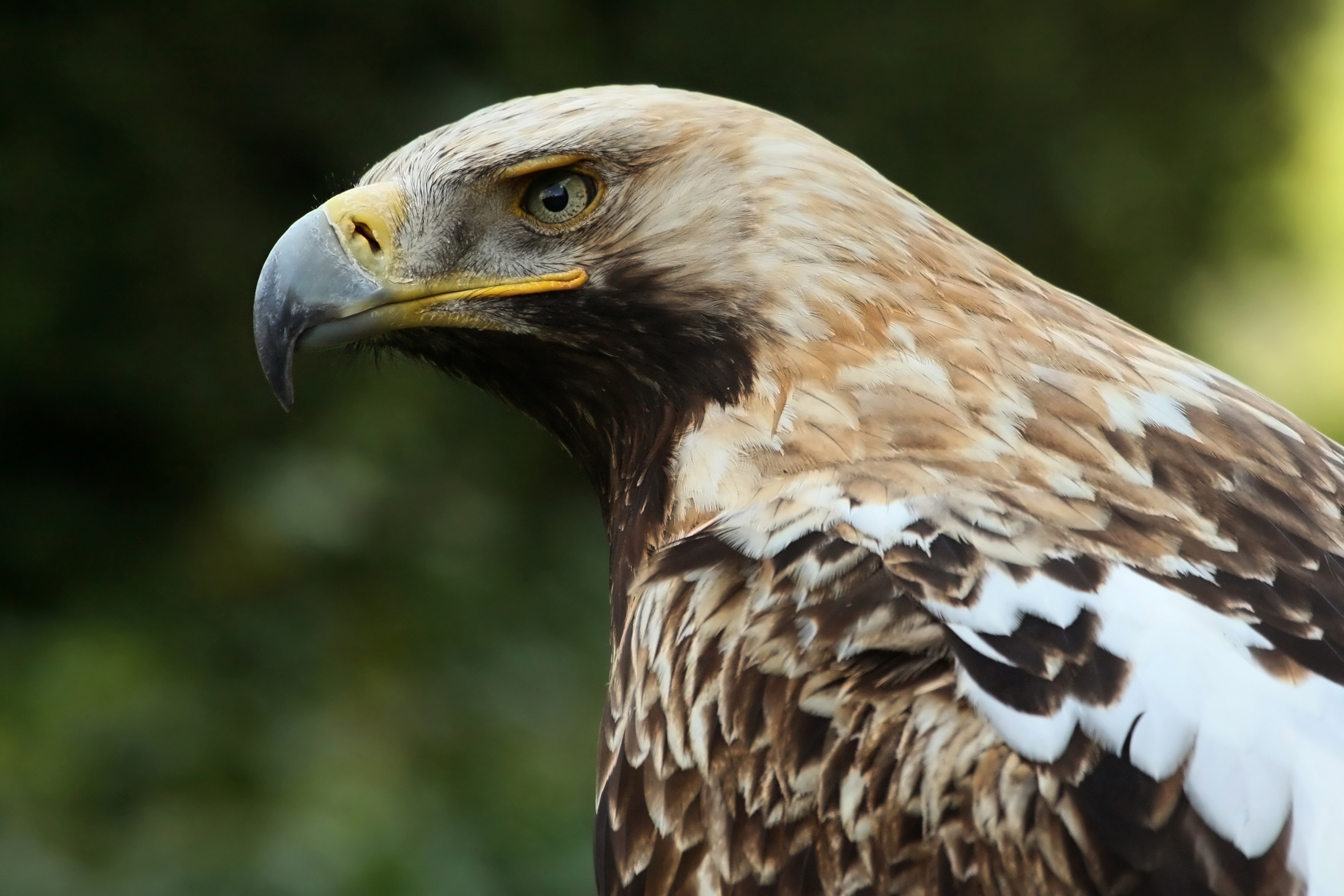
Một con đại bàng

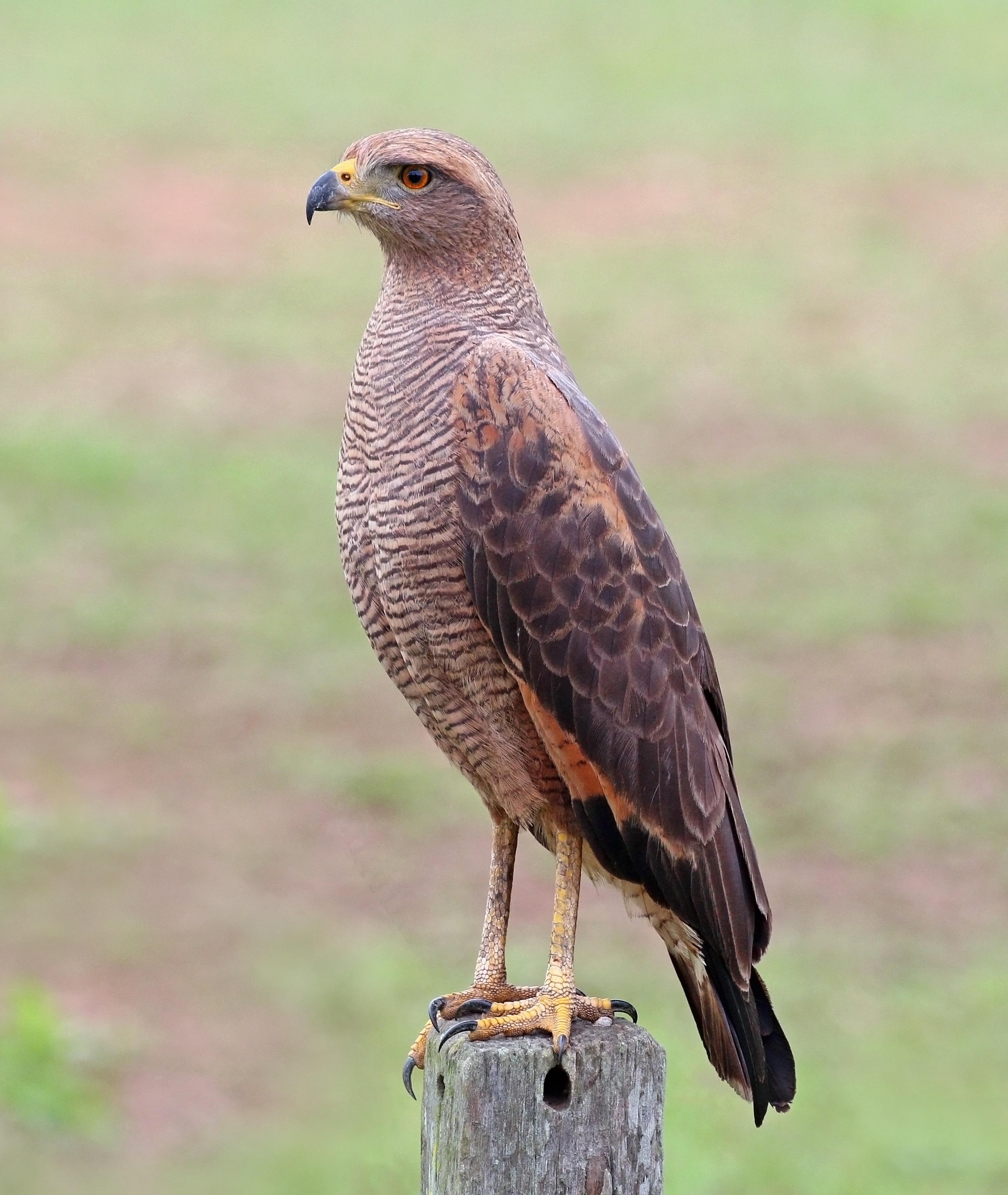

Sau khi được bắt về, việc đầu tiên trong quá trình huấn luyện đại bàng là người ta lấy một miếng da để bịt mắt của đại bàng lại (bịt lên đầu nó) để nó không thể nhìn thấy gì, sau đó cho nó đứng trên một thanh gỗ ở một cành cây, đung đưa qua lại khiến cho nó không thể nào đứng vững để chúng tập cách đứng vững. Người Kazakh sẽ bỏ đói đại bàng, không cho ăn thịt, không cho uống nước và đợi đến khi chúng kiệt sức, ngã khỏi cành cây. Sau nhiều đêm, đại bàng kiệt sức và rơi xuống, lúc ấy người ta dùng nước lạnh để khiến nó tỉnh dậy rồi cho nó uống một chút nước, những vẫn không cho ăn thịt.
Việc bịt mắt đại bàng sẽ khiến chúng phụ thuộc và quy phục chủ nhân của mình hơn. Sau vài tuần bịt mặt, đại bàng bắt đầu trở nên lệ thuộc vào chủ nhân. Khi đại bàng dần dần được thuần hóa người ta mới cho nó ăn thịt trở lại, lượng thịt cũng phải tính toán kỹ lượng và không để đại bàng được ăn uống thoả thích. Người thuần hóa đại bàng đặt một miếng thịt lên bộ da ở vai áo để đại bàng tự tới ăn. Sau một thời gian dài bị đói, đại bàng nhìn thấy thịt cũng trở nên vội vàng hơn, người thuần hóa mỗi lần cho ăn lại làm tăng khoảng cách giữa đại bàng và miếng thịt và không được cho đại bàng ăn no. Họ cũng nhồi thịt dính máu vào trong những hình nộm thỏ hoặc sói để luyện cho đại bàng vồ mồi.
Lúc tập bay cho chim, người huấn luyện sẽ thưởng cho nó một miếng thịt thỏ mỗi lần bay đi và quay về đúng chỗ. Mỗi ngày, chú chim đại bàng được tập bay ở khoảng cách càng xa hơn. Người ta thường đặt miếng thịt ở bên trên cầu vai và huấn luyện nghiêm ngặt để đại bàng có thể tự quen mùi và tới ăn. Người Kazakh thường cho đại bàng ăn thịt còn dính máu của các loài vật khác nhau để chũng có thể phân biệt được mùi vị. Trong khi đưa đàn gia súc đi ăn, người mang con chim đại bàng theo để nó làm quen với gia súc và cũng để nó biết rằng không được phép săn bắt các loài vật nuôi như dê hay cừu. Sau khi được thuần hóa, đại bàng không bao giờ tấn công trẻ em hoặc cừu, dê của người. Đầu mùa đông, những con đại bàng được theo thợ săn đi săn cáo, săn thỏ và các loại thú rừng khác.
Ở Việt Nam, Những con đại bàng mới bắt từ rừng sâu về nên vẫn còn hung hăng. Người bán phải dùng dây cột chân vua chim. Con đại bàng sẵn sàng tấn công bất kỳ ai chạm đến nó bằng móng vuốt. Để huấn luyện được một con chim vua biết săn mồi theo sự điều khiển của chủ thì không hề đơn giản. Nếu là chim mới bẫy về thì cần tập cho chim quen người, đậu và ăn trên găng tay, sau đó tập cho chim bay qua tay ăn mồi theo hiệu lệnh còi, rồi đến giai đoạn tập săn mồi bằng mồi giả và mồi thật. Khi chim đã thuần thục thì tập thả tự do cho chim bay lượn và đi săn ngoài tự nhiên.
Khi thuần thục, người chủ cần vung mạnh cánh tay, chú đại bàng biển tung cánh bay liệng một vòng đẹp mắt, nghe thấy hiệu còi dài của chủ, nó liền bay trở lại đáp gọn vào chiếc găng tay da và thưởng thức miếng thịt bò tươi chủ thưởng cho. Nuôi chim săn từ nhỏ tuy mất nhiều công chăm sóc nhưng chim sẽ quen chủ, khi trưởng thành dễ huấn luyện hơn chim già rừng. Huấn luyện thành công một chú chim đi săn được phải mất nhiều tháng, thậm chí nhiều năm nên người nuôi cần phải kiên trì. Có người tưởng như huấn luyện chim thành công rồi, nhưng khi đi săn thả tự do thì chim bay mất, thổi còi mỏi mồm chim cũng không về nữa.

### Huấn luyện
Huấn luyện chim săn mồi cần có sự kiên trì, kỹ năng và các kiến thức cần thiết thì mới thành công. Thực tế cho thấy rất nhiều người lúc đầu tỏ ra rất say mê, bỏ không ít tiền để sở hữu một chú chim săn mồi, nhưng sau đó chỉ khoảng 1 tháng hoặc vài ba tháng là bỏ cuộc. Nguyên nhân vì không thuần được chim, chim bị chết. Vì chim ăn thịt nên nếu gia đình nào không có chỗ nuôi rộng rãi thì rất mất vệ sinh và khó chăm sóc. Nuôi chim săn mồi phải luôn gần gũi, sự nôn nóng chỉ làm cho chim sợ hãi, tấn công lại chủ. Ngay cả việc thả chim, cũng hạn chế vì đại bàng dữ lắm, nếu thả ra, nó đói sẽ bắt gà, bắt chó, mèo của hàng xóm, có trẻ nhỏ chơi gần đó cũng nguy hiểm nếu bị nó tấn công. 

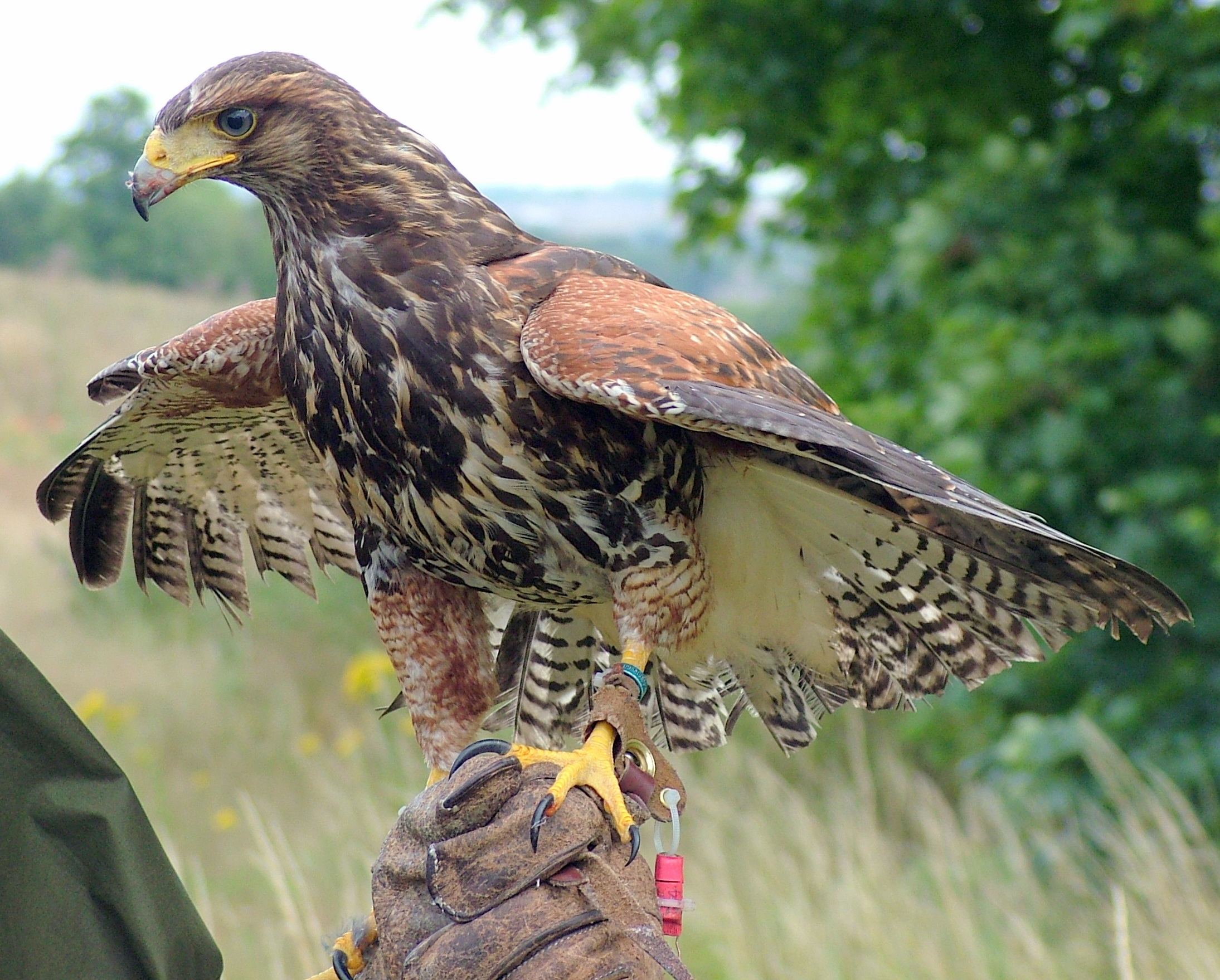
Đại bàng với móng vuốt sắc nhọn có thể gây thương tích cho người huấn luyện

Cần luyện tập hàng ngày, những ai thực sự yêu thích và quan tâm đến loài chim này mới có thể huấn luyện được chúng. Chim săn mồi là loài chim ăn thịt nên bản tính rất dữ tợn, móng và mỏ sắc như dao, chỉ cần chúng quắp vào tay là xước da, chảy máu, hàng tuần vết thương mới lành được. Khi thuần chim hoặc ép cân, giảm khẩu phần ăn của chúng rất dễ bị chúng tấn công. Đại bàng có đôi bàn chân với bộ móng nhọn và sắc như dao, khả năng sát thương rất lớn. Trong quá trình luyện tập, cũng gặp rất nhiều chấn thương. Các vết thương do đại bàng gây ra thường dài và nhỏ, chủ yếu ở trên phần cánh tay vì thường xuyên tiếp xúc, đôi lúc bị trên vùng đầu và vùng thái dương do chúng mổ khi mất kiểm soát.
Chúng tính tương tác cao. Người huấn luyện và chim có mối quan hệ hợp tác cùng có lợi chứ không có sự phân biệt chủ tớ như một số loài động vật khác. Huấn luyện viên cần theo dõi sức khỏe và tình trạng của chim để có những bài tập phù hợp. Các bài tập huấn luyện nâng dần theo mức độ thành thục của chim và sự hợp tác giữa chim và người huấn luyện. Mỗi ngày, dành khoảng 2 giờ để chơi và huấn luyện chim. Nếu không tính thời gian tập cho chúng bay, săn mồi ở ngoài trời, mỗi ngày chủ nhân của những con chim quý phải dành 1-2 tiếng để chăm sóc và cho chim ăn. 

### Đi săn
Ở Việt Nam, thú vui của việc nuôi đại bàng chính là huấn luyện để săn mồi. Việc huấn luyện đại bàng săn mồi cũng kỳ công, người huấn luyện còn cho đại bàng săn bắt những con chim khác, chẳng hạn như quăng một con chim chích còn sống vào tầm ngắm của con đại bàng, nhanh như cắt con đại bàng vồ lấy, dùng móng vuốt và chiếc mỏ sắc nhọn mổ từng nhát vào con chim chích trong tiếng kêu thảm thiết của con chim nhỏ, mặc cho con chim chích kêu thảm thiết, đại bàng mổ từng nhát xé thịt. Đây là một bài tập săn mồi khi huấn luyện vua chim. Nhẹ nhàng thì săn và bắt những loại thức ăn bình thường như chuột, chim cút. Trò thử thách thì có thể là cùng săn bắt một con vịt Xiêm cỡ lớn một số người còn cho chim săn mồi bắt mèo con, một nhóm huấn luyện chim săn mồi ở Cần Thơ cho một chú chim săn đang quắp và mổ liên tục vào một chú mèo con, mặc cho mèo con kêu gào thảm thiết

## Chế độ ăn

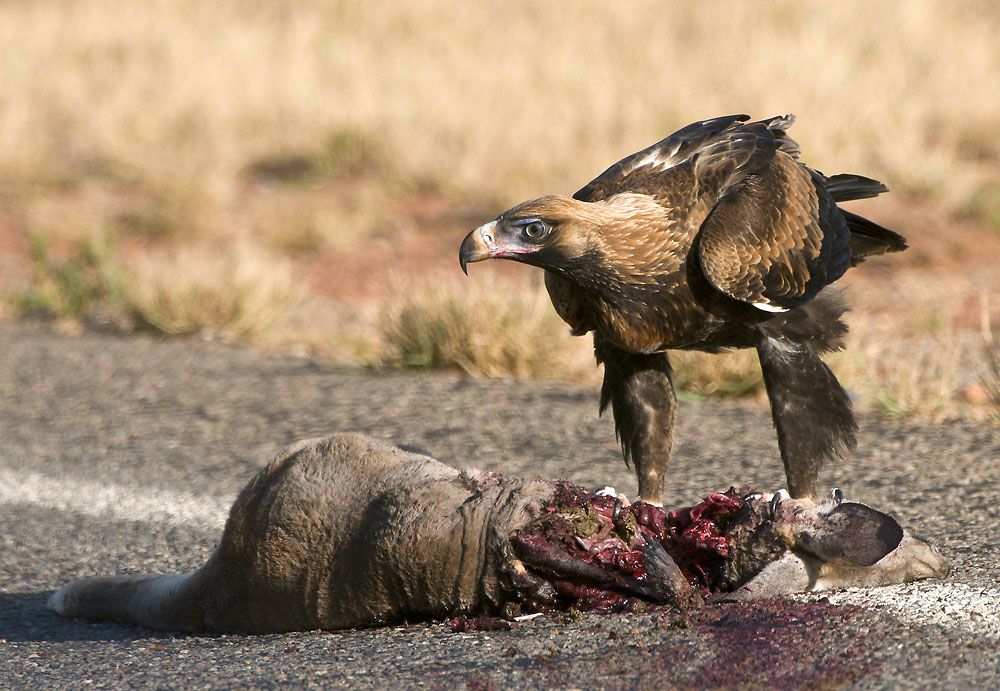
Một con đại bàng đang ăn thịt tươi

Chế độ ăn uống hàng ngày cho chim phải được tính toán rất kỹ, cân đo số lượng và có điều chỉnh thức ăn phù hợp để ổn định trọng lượng của chim. Đối với loài chim bay lượn nhiều, việc bổ sung calci để tạo khung xương và đôi cánh vững chắc là quan trọng. Người ta cho chim đại bàng ăn theo chế độ dinh dưỡng đặc biệt, chăm sóc đặc biệt để chúng có cơ thể khỏe mạnh. Riêng đại bàng ưng cần được phơi nắng mỗi ngày và tránh tiếp xúc với nước hoặc có con đại bàng ưng con vật đã chết vì bệnh lở loét miệng do ăn phải thịt chim cút làm sẵn có chất bảo quản.
Thức ăn của những loại chim săn này thường là thịt, đặc biệt là những loại thịt có xương như chim cút, bồ câu, chim sẻ, thỏ, chuột đồng, tuy nhiên lại hạn chế các loại thịt nhiều mỡ, đạm như thịt heo, không được cho đại bàng ăn đồ lạnh hay đồ ôi thiu vì chim sẽ bị tiêu chảy. Có thể cho đại bàng ăn thịt chuột, thịt bò, thịt heo, cá. Cho chim con ăn ngày 2-3 cữ. Nhưng đấy là thức ăn cho chim non. Còn chim lớn thì nên cho ăn thịt thỏ, thịt chim sẻ, chuột đồng, thịt gà hoặc cá. Khi chim đã trưởng thành, nhu cầu về thức ăn cũng giảm rõ rệt, 1 ngày chim nặng 1,5 kg chỉ cần 150-250g thịt để duy trì chế độ tập luyện, 80-200g thịt để duy trì cân nặng hiện tại mà không luyện tập, tương đương 10.000 - 20.000 nếu thức ăn là chuột hoặc chim cút. 
Ở vùng Trung Á, Đại bàng có thể ăn hết một con thỏ chỉ trong vòng 2 ngày. Chính vì vậy mà chim đại bàng có thể nhận biết mùi của con mồi mà mình săn bắt một cách chính xác. Lúc tập bay cho chú chim, người huấn luyện sẽ thưởng cho nó một miếng thịt thỏ mỗi lần bay đi và quay về đúng chỗ. Mỗi ngày, chú chim đại bàng được tập bay ở khoảng cách càng xa hơn. Người ta cho chim đại bàng ăn theo chế độ dinh dưỡng đặc biệt như những vận động viên thể thao. Chỉ trong 2 ngày, nó được ăn hết một con thỏ. Bằng cách này, người thợ săn rèn luyện chú chim đại bàng cách nhận biết mùi con mồi mà nó sẽ săn bắt.

## Thú chơi

### Trang bị

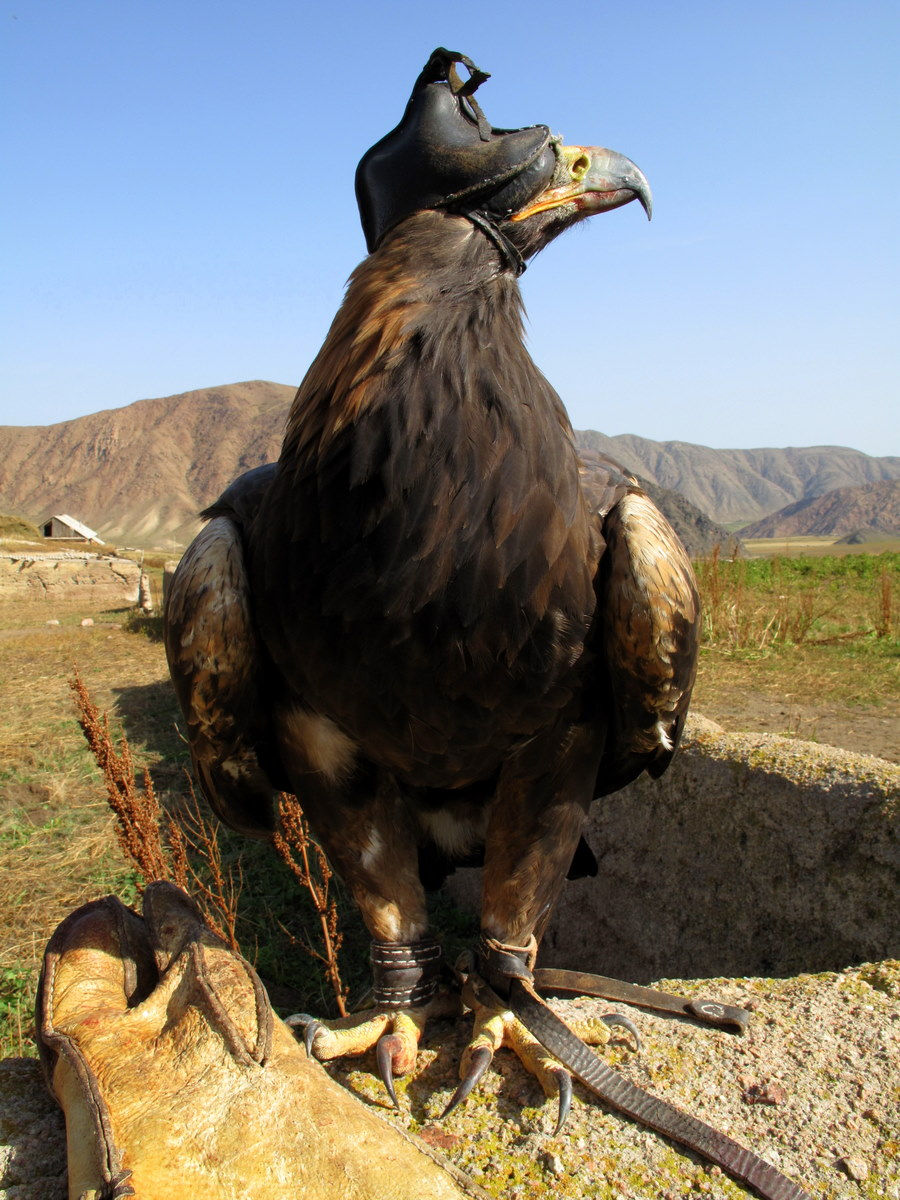
Những dụng cụ trang bị để chơi chim săn, bình thường đại bàng hoàng kim được chủ buộc mũ lên đầu để tránh gây sát thương cho người và các loại chim khác

Đây là một thú chơi khá tốn kém và khá mất thời gian để chăm sóc, đào tạo và huấn luyện chim. Để có thể nuôi và thực hiện huấn luyện cho một con chim săn, người chơi cần trang bị rất nhiều dụng cụ. Sơ lược có khoảng 12 món đồ cho một tay chơi chuyên nghiệp, có thể kể đến như: Găng tay da 3 lớp, bộ dây buộc chân, bộ chụp móng vuốt chim, mồi giả, cân điện tử, còi, thiết bị định vị. Giá mỗi món cũng dao động trong khoảng vài trăm đến vài triệu đồng. Cần thiết phải có một chiếc bao tay bằng da bò để giữ cho tay không bị thương khi cho chim đậu và bộ dây buộc chân để giữ chúng trong tầm kiểm soát trước khi thả chúng bay tự do.
Có chim rồi thì cần phải sắm đủ phụ kiện để nuôi và huấn luyện chim như găng tay da, dây da để xích chân, chuông đeo chân chim, mũ da bịt mắt, còi, cần đậu, cân điện tử, thậm chí cả thiết bị định vị. Đắt đỏ nhất có lẽ là thiết bị định vị GPS, dụng cụ này giúp người chơi xác định được vị trí bay của đại bàng ở trên không trong khi đang huấn luyện hoặc thả chim đi săn và để phát tín hiệu cho chim bay về. Khoảng cách để định vị của thiết bị này có bán kính độ 80 km. Do đặc tính khá dữ dằn của loài đại bàng nên bình thường đại bàng hoàng kim được chủ buộc mũ lên đầu để tránh gây sát thương cho người và các loại chim săn mồi khác.

### Chăm sóc
Nuôi chim vua cần có kinh nghiệm và sự kiên trì. Người mới tập chơi nên mua những loại chim nhỏ như diều hâu trắng, chim cắt vì giá tương đối mềm mà lại dễ nuôi. Ngoài ra, một số người thích độc lạ hơn có thể nuôi chim cú, kền kền. Với đặc tính hoang dã của chim vua, đại bàng được liệt vào một trong số những loại chim khó nuôi nhất. Chỉ người có "vía" (ngôn từ của giới chơi chim đại bàng) mới đủ khả năng thuần phục, huấn luyện được loài chim này tuân theo mệnh lệnh của mình và có khả năng săn mồi thuần thục.
Thường xuyên phải thức cùng chúng để làm quen và giữ chúng trên tay gần chỗ đông người để chúng nhanh thuần. Không những vậy, để có thể sở hữu một con chim săn, người chơi cần có kiến thức nhất định về lĩnh vực nuôi và huấn luyện chim săn, có khả năng tài chính, đủ quỹ thời gian và biết tự tìm hiểu, tự học hỏi. Không đem chim về nhà trước khi trang bị đủ những phụ kiện tối thiểu. Huấn luyện chim săn mồi được thuần thục là cả một quá trình khó khăn từ việc ép cân để huấn luyện chim lúc đói đến việc huấn luyện sao cho chim bay khi nghe thấy tiếng còi của chủ nhân lập tức quay lại. Không ít người chơi lùng mua bằng được giống chim đại bàng chỉ vì muốn thể hiện đẳng cấp, sau đó lại không bỏ công chăm sóc. Trong khi nhiều người chán đã rao bán chim, nhiều người dư dả hơn bỏ mặc luôn con vật tự sinh tự diệt. 

## Ở Việt Nam

### Phong trào

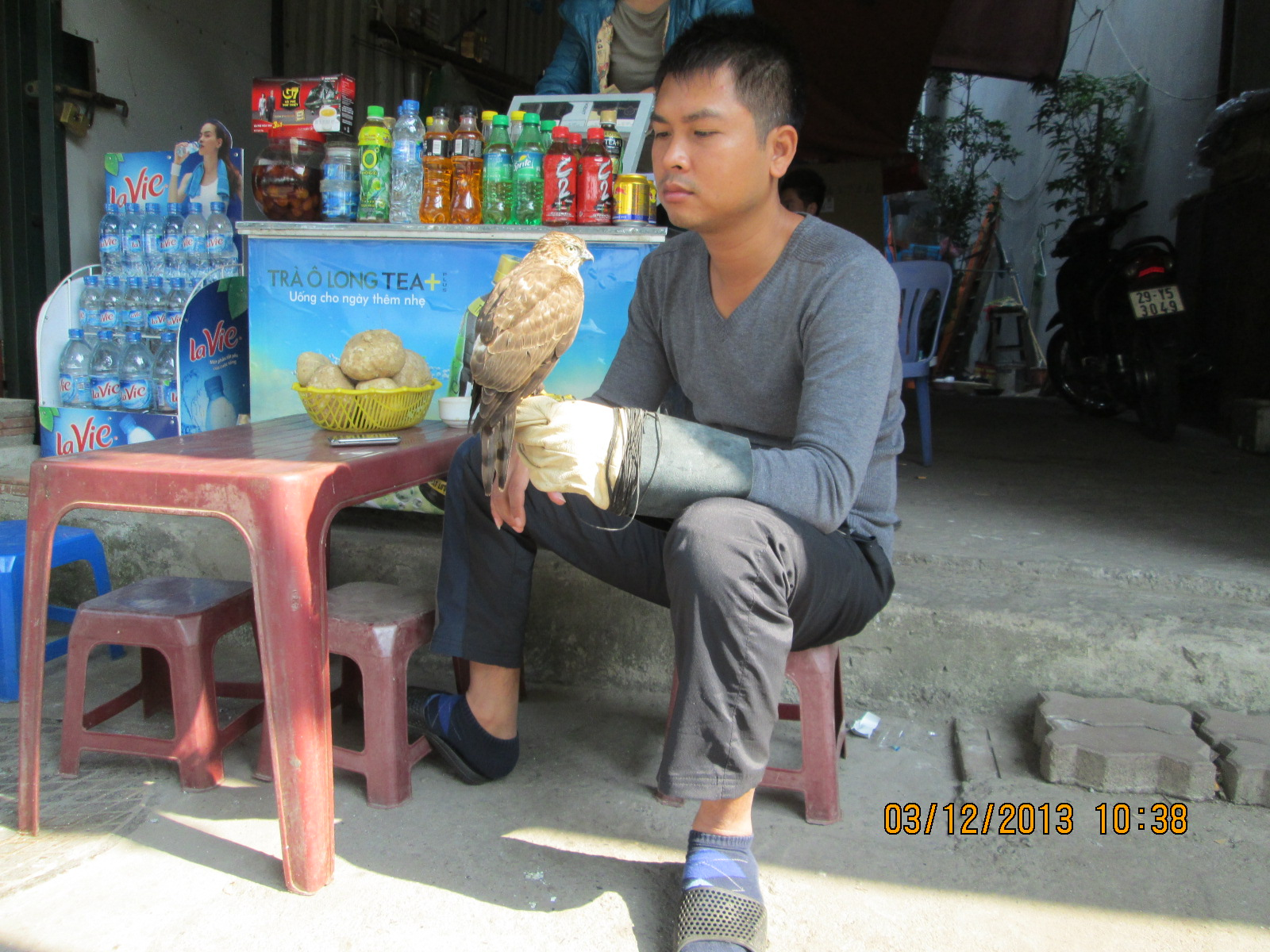
Một con chim săn ở Hà Nội

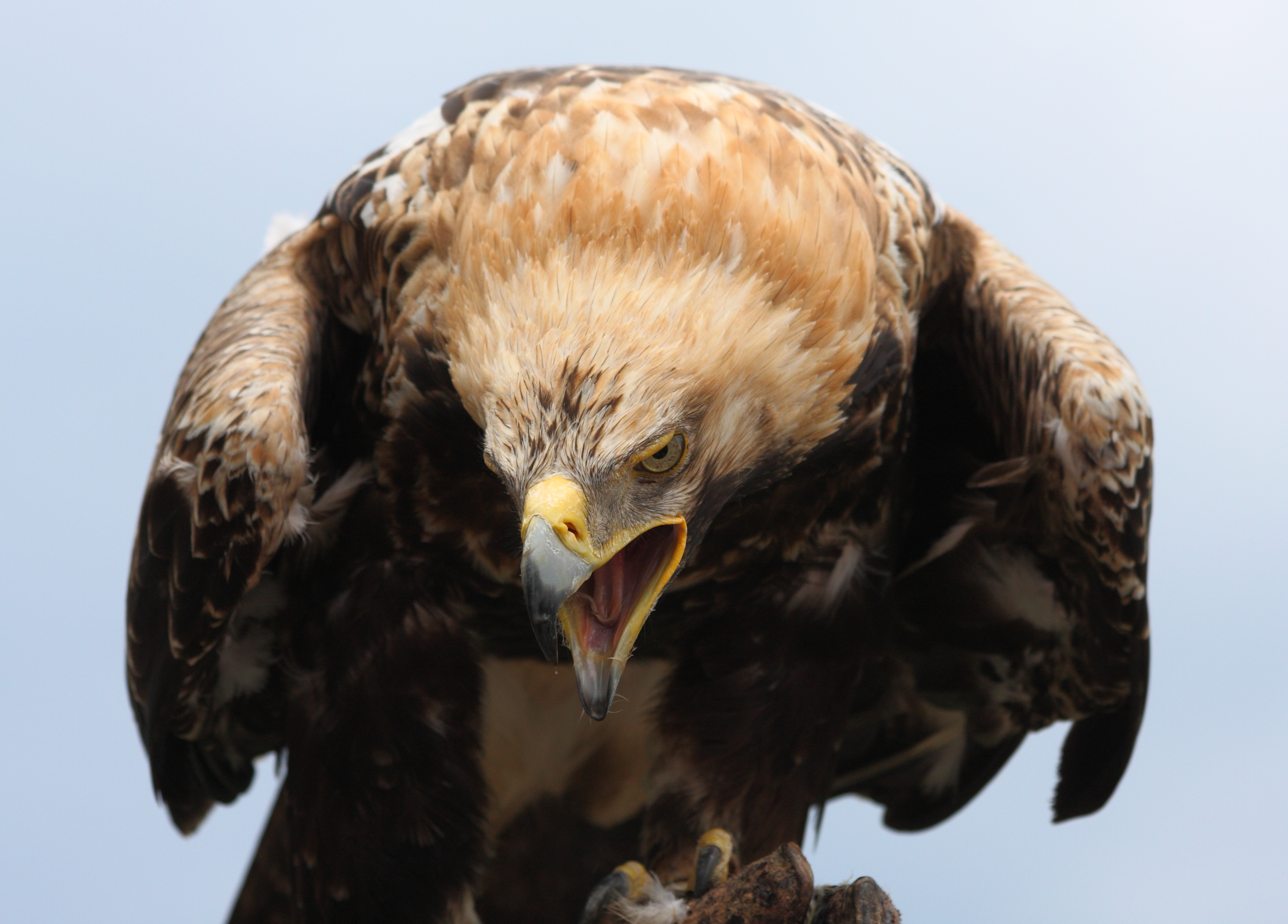
Phong trào chơi chim vua đang rộ lên ở Việt Nam trong những năm gần đây

Ở Việt Nam, những năm gần đây, thú nuôi và huấn luyện chim săn mồi mới xuất hiện và phát triển ở một số tỉnh, thành như Hà Nội, Thành phố Hồ Chí Minh, Quảng Ninh, Hải Phòng, Lào Cai. Bên cạnh thú chơi chim bình thường như họa mi, sơn ca, chào mào, dân chơi chim Hà Thành phát sốt với thú chơi chim săn mồi có xuất xứ từ Mông Cổ gọi là đại bàng hoàng kim. Các câu lạc bộ chim săn mồi từ đó ra đời, thu hút nhiều người tham gia, chủ yếu là các bạn trẻ. Falconry vẫn còn mới lạ và chủ yếu phát triển theo hướng tự phát, chưa bị ngăn cấm nhưng cũng không được khuyến khích. Việc nuôi và huấn luyện chim săn mồi cần có phương án quản lý phù hợp để bảo vệ một số giống chim săn mồi quý hiếm ở Việt Nam như Dù Dì Phương Đông, Diều Hoa Trung Quốc.... đồng thời tạo sân chơi lành mạnh, hợp pháp cho những người có chung niềm đam mê huấn luyện đại bàng. Các giống chim săn khác như Cắt Lớn, Đại Bàng Ưng, Ưng Ấn, Diều Hâu điều thuộc danh mục động vật hoang dã nhưng không nằm trong danh sách cấm nuôi nhốt.
Thời gian gần đây, huấn luyện đại bàng đang trở thành thú vui hấp dẫn, thu hút nhiều sự quan tâm của giới trẻ Việt Nam và trên khắp thế giới. Trong khoảng hai năm trở lại đây, phong trào nuôi và huấn luyện các giống chim săn mồi như đại bàng ngày một phát triển. Hàng loạt hội, nhóm chơi chim được thành lập với hàng chục thành viên hoạt động khá thường xuyên. Đầu tháng 1 năm 2015, hàng chục người từ các nhóm chơi chim săn mồi khắp nơi như Vũng Tàu, Biên Hòa, Thành phố Hồ Chí Minh đã quy tụ tại Bình Dương và thành lập Hội Fanconry Bình Dương.
Các loài chim đại bàng là một loài động vật tuyệt đẹp của tự nhiên, nhưng do tình hình săn bắn tràn lan nên hiện nay đã có hai loại thuộc họ chim đại bàng được liệt vào Sách Đỏ và cần được bảo vệ. Thực tế tại Thành phố Hồ Chí Minh nói riêng và Việt Nam nói chung, nhu cầu và bộ môn nuôi-huấn luyện chim săn mồi là có thật nhưng vẫn chưa có cơ quan thẩm quyền nào cấp phép săn bắt đại bàng để tạo con giống gây nuôi, dẫn đến việc mua bán hay nuôi chim (huấn luyện và làm cảnh) đều thuộc dạng những hành vi bị cấm theo quy định của Nhà nước

### Thị trường

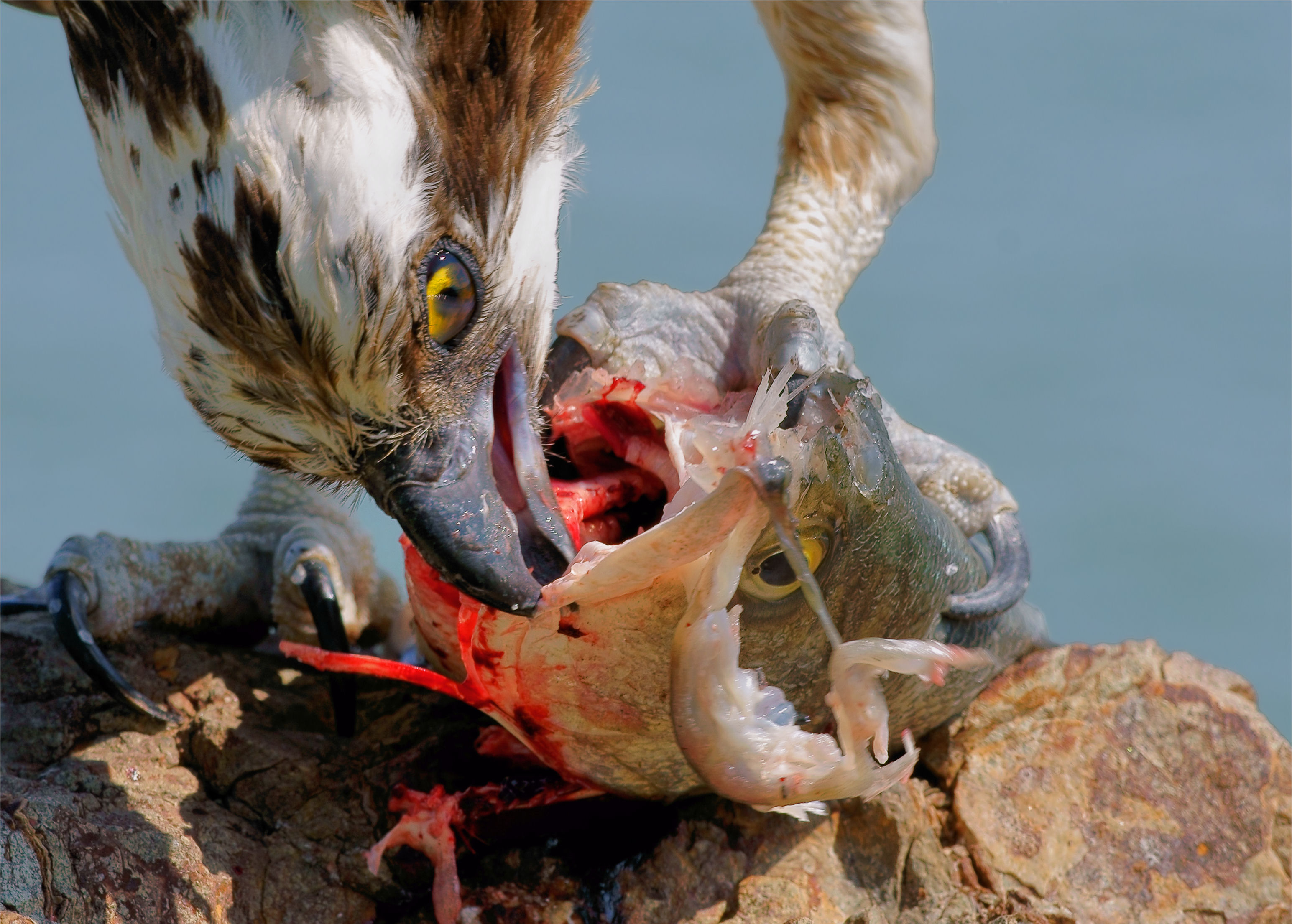
Một con chim săn mồi đang ăn mồi cá

Ở Việt Nam, đắt nhất là chim đại bàng, giá thấp nhất cũng vài chục triệu đồng, còn như chim cắt lớn, đại bàng ưng trưởng thành ít nhất cũng từ 7 - 15 triệu đồng. Các loài chim ưng và cắt nhỏ thì rẻ hơn, không quá 5 triệu đồng, tùy theo chim non, chim bổi (mới bắt về) hay đã thuần rồi. Để sở hữu một con chim săn mồi hiện nay cũng không quá khó đối với những dòng chim săn bình thường, không thuộc loài quý hiếm. Mỗi con đại bàng trưởng thành có thể đạt từ 4–5 kg. Mỗi chú đại bàng con trên dưới 1 năm tuổi có giá bán từ 9-10 triệu. 7 triệu đồng cho 1 chú đại bàng 9 tháng tuổi. Những chú đại bàng con 1 - 2 tuần tuổi cũng được chào bán với giá 2.2-3.5 triệu/1 con.
Việc mua bán đại bàng diễn ra khá công khai trên đường. Những con đại bàng được bỏ trong những lồng chim cho khách hàng xem tận mắt. Cũng tại đây, những con đại bàng mới được 1 đến 2 tuần tuổi nhỏ chỉ bằng con gà con cũng được chào bán, giá của những con này cũng khác nhau dao động từ 750.000 - 1 triệu. Nguồn chim đại bàng được bắt từ các tỉnh Tây Nguyên. Có đầu mối cung cấp các loại dụng cụ dùng để huấn luyện đại bàng như đây xích đeo chân,găng tay chống móng vuốt,còi huấn luyện... giá của những món đồ này cũng tốn của người chơi từ 3 -7 triệu tùy vào chất lượng từng loại, chúng bị rao bán ngoài đường như một mớ rau
Nguồn cung chim đại bàng và đại bàng ưng non lần lượt được những tay buôn chim ở Tây Nguyên đóng thùng và chuyển đi nhiều nơi. Khu vực phía nam, nhất là Đồng Nai, Vũng Tàu và Thành phố Hồ Chí Minh là nơi có lượng người chơi đông đảo nhất nên hàng hóa luôn được ưu tiên chuyển về theo đường sắt hoặc xe khách. Chưa năm nào giá chim đại bàng ưng non thấp hơn 3 triệu đồng/con vì những loài này thường chỉ đẻ 1-2 trứng mỗi mùa. Hầu hết chim từ Tây nguyên chuyển về hiện nay đều được ấp nở bằng máy, rất hiếm chim nở tự nhiên. Giá của đại bàng ưng non khá rẻ so với những giống khác trong cùng họ đại bàng, nhiều dòng khác chim non có giá cả chục đến trăm triệu đồng, mà có tiền chưa chắc mua được như đại bàng hoàng đế, đại bàng đen (Malaysia). Giá 3 triệu đồng/con đại bàng ưng là rất rẻ so với vài năm trước đây. Nếu đúng là chim nở tự nhiên thì chắc chắn giá sẽ cao hơn con số 3 triệu.